# 香港陳老二藥廠
香港陳老二藥廠有限公司（英語：Hong Kong Chan Lo Yi）成立於1988年，是一間生產丸劑及膠囊劑形藥品的香港中藥廠。該藥廠於2009年建立GMP廠房，已取得香港「優良藥品生產規範GMP」認證。

## 產品
- 燕窩滋陰丸
- 驅風活絡丸
- 燕窩蟲草白鳳丸

## 廣告
- 鮑起靜：驅風活絡丸

## 榮譽
- 2010年獲香港中藥業協會 （页面存档备份，存于）頒發TVB周刊合辦2010至愛優質中藥品牌大獎 （页面存档备份，存于）
- 2011年獲香港中藥業協會 （页面存档备份，存于）頒發TVB周刊合辦2011優質品牌大獎 （页面存档备份，存于）
- 2012年獲香港中藥業協會 （页面存档备份，存于）頒發- 至愛優質保健中藥品牌大獎 （页面存档备份，存于）
- 2013年獲香港中藥業協會 （页面存档备份，存于）頒發- 至愛優質保健中藥品牌大獎 （页面存档备份，存于）
- 2015年獲得香港中醫藥管理委員會頒發GMP（中成藥生產質量管理規範）國際權威的認證
- 2015年由香港貨品編碼協會 （页面存档备份，存于）頒發-「貼心企業嘉許計劃 （页面存档备份，存于）2015」表揚[3]
- 2016年獲香港社會服務聯會頒發-「商界展關懷」嘉許獎[4]
- 2017年獲香港品牌發展局 （页面存档备份，存于）頒發- 2016年香港名牌 （页面存档备份，存于）

## 外部連結
- 陳老二網站 （页面存档备份，存于）